# Contea di Washington (Indiana)
La contea di Washington (in inglese Washington County) è una contea dello Stato dell'Indiana, negli Stati Uniti. La popolazione al censimento del 2010 era di 28 262 abitanti. Il capoluogo di contea è Salem.